# Floridocassis repudiata
Floridocassis repudiata es una especie de insecto coleóptero de la familia Chrysomelidae. Fue descrita en 1868 por Suffrian.